# Philippe Castonguay
Philippe Castonguay, né le 14 décembre 1913 à Sandy Bay et mort le 29 juillet 1963 à Matane, est un homme politique québécois.

## Biographie
Il est maire du village Les Boules de 1950 à 1953. Il est défait lors des élections de 1956 à Matane. De 1960 à 1963, il est député de Matane à l'Assemblée législative du Québec.
Il est mort en fonction le 29 juillet 1963.